# Jacquemus
Jacquemus è un marchio di abbigliamento e accessori francese fondato da Simon Porte Jacquemus nel 2010.

## Storia dell'azienda
Jacquemus viene fondata dal ventenne Simon Porte Jacquemus in Francia.
Dopo aver lasciato la scuola all'età di 18 anni, lo stilista ha studiato in una scuola di moda parigina. Dopo alcuni anni, nel 2010, ha fondato il marchio di moda Jacquemus. Nei primi tempi, per promuovere i propri lavori, li ha fatti indossare a degli amici per varie sfilate, tra cui la Vogue's Fashion Night Out del 2010 a Parigi. Nel 2012 è stato invitato alla Paris Fashion Week. Nel 2014 ha inoltre disegnato una collezione per La Redoute.
Lui stesso ha descritto i suoi lavori come "moda ingenua". Attualmente i suoi prodotti sono venduti in negozi quali Broken Arm a Parigi e Dover Street Market a Londra.
Tra il 2018 e il 2019, il marchio si è espanso: si sono infatti aggiunte alla collezione donna sia scarpe che borse di piccole dimensioni (diventate best seller), oltre ad una nuova collezione uomo.

## Riconoscimenti

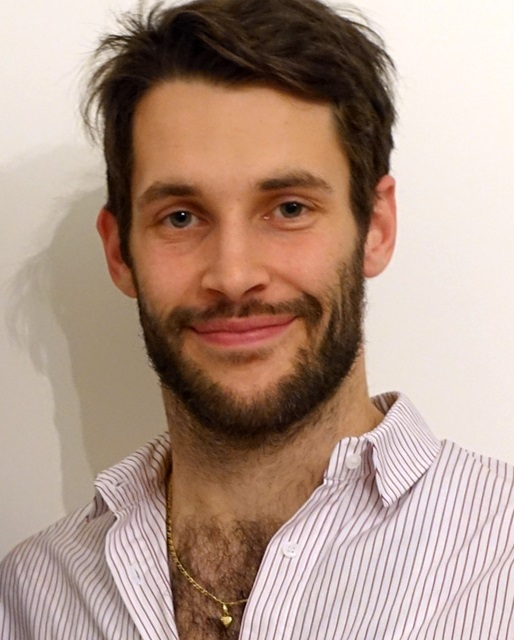
Il fondatore di Jacquemus

Nel 2015, ha ricevuto il Special Jury Prize all'evento LVMH Prize, un concorso internazionale organizzato da Delphine Arnault per i piccoli designers.
- 2014 Finalist, LVMH Prize[7]
- 2015 Special Jury LVMH Prize[6]
- 2017 Fashion Director's Choice Award agli Elle Style Awards